# Тодимваж
Тодимва́ж (рос. Тодымваж, марій. Тодымваж) — присілок у складі Гірськомарійського району Марій Ел, Росія. Входить до складу Ємешевського сільського поселення.

## Населення
Населення — 53 особи (2010; 78 у 2002).
Національний склад (станом на 2002 рік):
- марі — 99 %